# Vladimír Hajdu
Vladimír Hajdu, znany jako Ady Hajdu (ur. 5 sierpnia 1963 w  Bratysławie) – słowacki aktor. 

## Życiorys
W 1987 roku ukończył Wyższą Szkołę Sztuk Scenicznych w Bratysławie. W latach 1987–1990 aktor Teatru dla Dzieci i Młodzieży w Trnavie, a od 1990 – członek teatru „Astorka Korzo ’90”.

## Filmografia[2]
- 1985: Kára plná bolesti
- 1986: Mahuliena, zlatá panna
- 1989: Chodník cez Dunaj
- 1993: Zlý žart
- 1993: Slepý Geronimo a jeho brat
- 1994: Na krásnom modrom Dunaji
- 1994: Diagnóza: vajíčko
- 1996: Prášky na spanie
- 1998: Rivers of Babylon
- 1998: Četnické humoresky I.
- 1999: Škovránok
- 1999: O ľuďoch a čarodejníkoch
- 2000: Slečna Dušehojivá
- 2001: Když děda miloval Ritu Hayworthovou
- 2002: Útěk do Budína
- 2002: Kruté radosti
- 2003: Nevěrné hry
- 2003: Inkognito
- 2003: Dlhá krátka noc
- 2004: Temetetlen halott, A
- 2004: O dve slabiky pozadu
- 2004: Frankenstein
- 2007: Poľčas rozpadu
- 2007: Ordinácia v ružovej záhrade
- 2007: Muzika
- 2008: Skvelý deň
- 2008: Panelák
- 2008: Nestyda
- 2009: Tango s komármi
- 2009: Tajomstvo mojej kuchyne
- 2009: Prima Partička
- 2009: Nedodržený slib
- 2009: Bez servítky
- 2010: Zdi jsou vysoké a tlusté
- 2011: Love
- 2011: Legendy popu
- 2011: Druhý život
- 2012: Nikto nie je dokonalý
- 2012: Konfident
- 2013: Pravdivé príbehy s Katkou Brychtovou
- 2013: Milujem Slovensko
- 2013: Kolonáda
- 2013: Chlapi neplačú
- 2014: Verný zákazník
- 2014: Krok do tmy
- 2014: Film o filmu: Jak jsme hráli čáru
- 2014: Čo ja viem
- 2014: Chart Show
- 2015: Tajné životy
- 2015: Od veci